# Michel Kozlovsky
Michel Kozlovsky (* 19. Januar 1951 in Beirut, Libanon) ist ein kanadischer Pianist, Dirigent und Musikpädagoge.

## Leben
Kozlovsky hatte den ersten Klavierunterricht bei seiner Mutter und studierte Klavier an der École Vincent-d'Indy bei Yvonne Hubert von 1971 bis 1976 an der McGill University bei Dorothy Morton und schließlich an der Indiana University Bloomington bei György Sebök, John Ogdon und James Tocco. 1973 erhielt er die kanadische Staatsbürgerschaft.
Von 1980 bis 1982 unterrichtete Kozlovsky am Konservatorium von Val-d'Or. Danach war er bis 1986 Direktor des Konservatoriums von Chicoutimi und bis 1991 des Konservatoriums von Trois-Rivières. Daneben unterrichtete er 1983–84 beim Camp musical du Lac-St-Jean und als Dozent an der Université du Québec. Als Solist und Kammermusiker trat er in Kanada und den USA auf und spielte Aufnahmen beim Hörfunk und Fernsehen ein. Neben dem Standardrepertoire spielt er Werke u. a. von Leopold Godowsky, Charles Valentin Alkan und Ferruccio Busoni und von zeitgenössischen kanadischen Komponisten wie Jacques Hétu, Kelsey Jones, François Morel und Gilles Tremblay. Mit dem Geiger Helmut Lipsky und dem Cellisten Leslie Snider gründete er 1986 das Sonos Ensemble, mit dem er u. a. in Chicoutimi und beim Festival international de Lanaudière auftrat und eine CD mit Werken von George Gershwin und Felix Mendelssohn Bartholdy aufnahm.
Als Dirigent leitete Kozlovsky von 1982 bis 1986 das Saguenay-Lac-St-Jean Symphony Orchestra. Nach 2014 war er Dirigent und künstlerischer Leiter des Philippe-Filion Youth Symphony Orchestra. 2017 gründete er das Orchestre Pop de Trois-Rivières, dessen musikalischer Leiter er ist.